# Ctenochromis pectoralis
Ctenochromis pectoralis (Syn.: Tilapia pectoralis) ist eine Buntbarschart, die im ostafrikanischen Tansania und möglicherweise auch in Kenia vorkommt. 

## Merkmale
Die Art erreicht eine Gesamtlänge von 7 cm. Der Kopf ist doppelt so lang wie breit. Die Schnauze ist abgerundet, das obere Schnauzenprofil ist gerade. Die großen Auge hat einen Durchmesser von einem Drittel der Kopflänge. Das große Maul reicht bis unter den Vorderrand der Augen. Die Kieferzähne sind in fünf Reihen angeordnet, von denen die äußere aus sehr großen Zähnen und die inneren aus sehr kleinen Zähne besteht. Die Wangen sind mit drei Schuppenreihen besetzt. Ihre Länge ist etwas kleiner als der Durchmesser der Augen. Die Kiemenrechen sind kurz. Zehn befinden sich auf dem unteren Abschnitt des ersten Kiemenbogens. Der Schwanzflossenstiel ist genau so hoch wie lang. Die Schwanzflosse schließt gerade ab. In der Rückenflosse sind die Weichstrahlen länger als die Hartstrahlen. Die Bauchflossen sind so lang wie der Kopf und reichen bis zur Afterflosse. Die Schuppen sind stark gezähnte Kammschuppen. Ihre Größe ändert sich abrupt zwischen Brust- und Bauchflossenansatz. Auf der Brust befindet sich ein schuppenloser Fleck.
- Flossenformel: Dorsale XIV-XVII/8–9; Anale III/8.
- Schuppenformel 30 (mLR), 21–28/8–12 (SL).[1]

Ctenochromis pectoralis ist bräunlich und zeigt auf den Körperseiten zehn bis zwölf dunkle Querstreifen. Auf dem Kiemendeckel liegt ein dunkler Fleck. Rücken- und Afterflosse werden durch dunkle Streifen und einem großen, weißen dunkel umrandeten Augenfleck im weichstrahligen Abschnitt gemustert.
Wie alle Arten aus der Gattung Ctenochromis ist Ctenochromis pectoralis ein Maulbrüter.